# Francis Moiyap
Francis Moiyap (18 ottobre 1966) è un ex calciatore papuano, di ruolo attaccante.

## Carriera

### Nazionale
Ha debuttato in Nazionale il 12 marzo 2002, in Papua Nuova Guinea-Nuova Caledonia (4-1). Ha messo a segno la sua prima rete con la maglia della Nazionale il 14 marzo 2002, in Papua Nuova Guinea-Tonga (5-0), siglando la rete del momentaneo 2-0 al minuto 61. Ha partecipato, con la Nazionale, alla Coppa d'Oceania 2002. Ha collezionato in totale, con la maglia della Nazionale, 10 presenze e due reti.